# Horse Racing Manager
Horse Racing Manager est un jeu vidéo sorti en 2003 simulant le management d'une écurie de sport hippique.

## Accueil
- Jeux vidéo Magazine : 8/20[1]
- Jeuxvideo.com : 14/20[2]